# Кубок Бельгії з футболу 2013—2014
Кубок Бельгії з футболу 2013–2014 (нід. Beker van België) — 59-й розіграш кубкового футбольного турніру в Бельгії. Володарем Кубку вдруге став Локерен.

## 1/16 фіналу
| Команда 1              | Рахунок         | Команда 2                |
| ---------------------- | --------------- | ------------------------ |
| 25 вересня 2013        |                 |                          |
| Остенде                | 5:1             | Ат (3)                   |
| Мехелен                | 5:1             | Буссу-Дур (2)            |
| Генк                   | 3:1             | Тюбіз (2)                |
| Вестерло               | 1:1 дч пен. 4:3 | Монс                     |
| Андерлехт              | 7:0             | Ейпен (2)                |
| Руселаре (2)           | 1:5             | Ваасланд-Беверен         |
| Гел (2)                | 0:1             | Локерен                  |
| Темпо Оверійсе (4)     | 0:1             | Кортрейк                 |
| Візе (2)               | 0:2             | Ауд-Геверле              |
| Хамме (3)              | 1:2             | Зюлте-Варегем            |
| Шарлеруа               | 1:0             | Вестхук (4)              |
| Волвертем (4)          | 0:3             | Серкль (Брюгге)          |
| Ломмель Юнайтед (2)    | 2:3             | Льєрс                    |
| Гент                   | 4:0             | Остерзонен Остервейк (3) |
| Вайт Стар Брюссель (2) | 0:4             | Стандард (Льєж)          |
| Ауденарде (3)          | 0:1             | Брюгге                   |

## 1/8 фіналу
| Команда 1        | Рахунок         | Команда 2       |
| ---------------- | --------------- | --------------- |
| 4 грудня 2013    |                 |                 |
| Шарлеруа         | 0:3             | Зюлте-Варегем   |
| Серкль (Брюгге)  | 1:0             | Стандард (Льєж) |
| Остенде          | 0:0 дч пен. 8:7 | Льєрс           |
| Мехелен          | 1:2             | Генк            |
| Гент             | 3:0             | Ауд-Геверле     |
| Вестерло         | 2:2 дч пен. 4:3 | Андерлехт       |
| Ваасланд-Беверен | 1:3             | Локерен         |
| Кортрейк         | 1:0 дч          | Брюгге          |

## Чвертьфінали
| Команда 1                    | Заг.         | Команда 2       | 1-й матч | 2-й матч |
| ---------------------------- | ------------ | --------------- | -------- | -------- |
| 18 грудня 2013/14 січня 2014 |              |                 |          |          |
| Гент                         | 1:1 пен. 5:4 | Кортрейк        | 1:0      | 0:1 дч   |
| 18 грудня 2013/15 січня 2014 |              |                 |          |          |
| Зюлте-Варегем                | 3:3 (ч)      | Серкль (Брюгге) | 1:0      | 2:3      |
| Вестерло                     | 2:5          | Локерен         | 0:1      | 2:4      |
| Генк                         | 0:1          | Остенде         | 0:0      | 0:1 дч   |

## Півфінали
| Команда 1              | Заг.         | Команда 2     | 1-й матч | 2-й матч |
| ---------------------- | ------------ | ------------- | -------- | -------- |
| 28 січня/5 лютого 2014 |              |               |          |          |
| Локерен                | 2:2 пен. 9:8 | Остенде       | 1:1      | 1:1 дч   |
| 29 січня/5 лютого 2014 |              |               |          |          |
| Гент                   | 0:1          | Зюлте-Варегем | 0:0      | 0:1      |

## Фінал
| 22 березня 2014 21:30 (UTC+1) |

| Локерен   | 1:0      | Зюлте-Варегем |
| --------- | -------- | ------------- |
| Шольц 57' | Протокол |               |

| Стадіон імені короля Бодуена, Брюссель Глядачів: 34 000 Арбітр: Люк Воутерс |